# Smilax quadrumbellata
Smilax quadrumbellata är en enhjärtbladig växtart som beskrevs av Tetsuo Michael Koyama. Smilax quadrumbellata ingår i släktet Smilax och familjen Smilacaceae. Inga underarter finns listade.